# Little Hangleton
Little Hangleton, Engleska, imaginaran je gradić opisan u seriji romana o Harryju Potteru. Bio je dom Voldemortovih predaka.
Voldemortova majka Meropa Gaunt, ujak Morfin Gaunt i djed Marvolo Gaunt živjeli su u staroj kući u blizini sela Little Hangletona. Tom Riddle st. živio je u velikoj kući u selu sa svojim roditeljima, dok ih sve troje nije ubio Voldemort koji je ubojstva "smjestio" svom ujaku.
Lord Voldemort vratio se u kuću obitelji Riddle s Peterom Pettigrewom gdje je ubio Franka Brycea i pretvorio Tromagijski pokal u putoključ koji vodi do mjesnog groblja. Planirao je ubiti Harryja Pottera da bi vratio svoje tijelo. Tijekom procesa u kojem je Voldemort dobio tijelo, Peter Pettigrew na groblju je ubio Cedrica Diggoryja.
U kuću obitelji Gaunt Voldemort je sakrio jedan od svojih horkruksa, to je bio prsten s crnim kamenom koji je nekoć pripadao Salazaru Slytherinu.
Osim kuća obitelji Riddle i Gaunt, u Little Hangletonu nalazi se i gostionica "Obješeni čovjek" i jedna crkva. Najbliža je policijska postaja u Great Hangletonu koji je udaljen oko 6 milja (9 kilometara).
Little Hangleton vjerojatno se nalazi negdje u Yorkshireu zato što je udaljen otprilike 200 milja (30 kilometara) od Little Whinginga.